# Stade Français (câu lạc bộ bóng đá)
Stade Français Football là một đội bóng đá Pháp có trụ sở tại Paris và chơi ở thị trấn ngoại ô Vaucresson. Đội bóng là bộ phận bóng đá của câu lạc bộ thể thao Stade Français, có bộ phận bóng bầu dục, Stade Français Paris, hiện đang thành công nhất. Đội bóng đá hiện đang chơi ở cấp độ nghiệp dư và khu vực nhưng đã chơi tổng cộng 15 mùa ở giải đấu cấp cao nhất, lần cuối cùng trong mùa giải 1966/67.

## Danh hiệu
- Division 2: 1952
- Division 2 á quân: 1946, 1959

## Tên của câu lạc bộ
- Câu lạc bộ Omniports thành lập năm 1883
- Phần bóng đá năm 1900
- Bộ phận chuyên môn từ 1942 đến 1968 và 1981 đến 1985
- Stade Français từ 1900 đến 1942
- Stade-CAP năm 1942 Từ 43
- Stade Français năm 1943 Từ44
- Stade-Capitale năm 1944 Từ45
- Stade Français từ năm 1945 đến 1948
- Stade Français-Red Star từ 1948 đến 1950
- Stade Français FC từ 1950 đến 1966
- Stade de Paris FC từ 1966 đến 1968
- Stade Français từ năm 1968 đến 1981
- Stade Français 92 từ 1981 đến 1985
- Stade Français từ năm 1985